# 戚発軔
戚 発軔（せき はつじん、中国語: 戚 發軔、戚 发轫、英語: Qi Faren、1933年4月26日 - ）は中国の宇宙工学者、北京航空航天大学宇航学院院長。

## 経歴
1956年に中国共産党に入党。1957年に北京航空航天大学を卒業する。1958年から1960年に宇宙工学を習得する目的で学生グループがソ連に派遣されたが、戚もその中の一人だった。
国防部第五研究院に勤務し、中国初の人工衛星「東方紅1号」（1970年打上げ）の研究と設計に参加する。
その後も中国の人工衛星の設計に携わり、銭学森退職後の1992年に中国の宇宙船総設計者となった。1999年に神舟宇宙船の総設計者に任命される。